# Nicolaus Nicolai Grubb
Nicolaus Nicolai Grubb, född 1584 i Kalmar församling, död 1622 i Linköping, var en svensk präst och lektor i Linköping.

## Biografi
Grubb föddes 1584 i Kalmar församling. Han var son till domprosten Nicolaus Petri (Grubb) och Anna Björnram. Grubb blev 1598 student vid Uppsala universitet och efter det vid Wittenbergs universitet. Han blev magister i Wittenberg. 1615 blev Grubb lektor i teologi vid Katedralskolan i Linköping.1616 blev han penitentiarie i Linköping. 1620 blev han också kyrkoherde i Rystads församling. Grubb avled i pesten 1622 i Linköping.

### Familj
Grubb gifte sig 1616 med Sigrid Olofsdotter som var änka efter biskopen Petrus Jonæ Helsingus i Strängnäs stift och domprosten Israel Olavi i Linköpings församling. Sigrid Olofsdotter var dotter till kyrkoherden Olaus Erici Gestrinius och Brita Unosdotter i Kjula församling. Grubb och Olofsdotter fick tillsammans barnen kanslisten Samuel Grubb (1617-1650) i Stockholm och Anna Grubb som var gift med kyrkoherden i Samuel Drysenius i Vadstena församling. Hustrun gifte om sig efter mannens död med Jonas Petri Gothus.